# Megalographie
Mit dem Begriff Megalographie (von altgriechisch μέγας mégas [Adv. μεγάλως megálōs] „groß“ und -graphie; sinngemäß „Großmalerei“) werden in der Kunstgeschichte Bilder bezeichnet, die ihren Gegenstand lebens- oder überlebensgroß abbilden. Häufig bezieht sich das auf die Malerei der Antike, bekanntes Beispiel sind die Fresken der Mysterienvilla in Pompeji. 
Der Ausdruck stammt von Vitruv, der sich damit weniger auf die Größe der Darstellung, als auf die Bedeutung des Dargestellten bezieht:

„Mancherorts gibt es Bilder im großen Stil, mit Göttergestalten oder Szenen aus der Mythologie oder der Schlacht um Troja oder den Irrfahrten des Odysseus, mit Landschaften im Hintergrund und anderen in entsprechender Weise lebensecht dargestellten Gegenständen.“

Das heißt, Megalographie ist für Vitruv die Darstellung des Großartigen und Bedeutenden. Der gegensätzliche Begriff ist Rhyparographie oder Rhopographie („Kleinkrammalerei“).
Gelegentlich werden die durch eine Laterna Magica erzeugten Projektionen auch als Megalographien bezeichnet.